# Wolgaïsche volkeren
De Wolgaïsche volkeren, ook wel Wolga-Finse volkeren of Wolgafinnen genoemd, zijn een groep van kleine volkeren in het stroomgebied van de Wolga. De door hen gesproken talen worden als Wolgaïsche talen gegroepeerd.
Tot de Wolgaïsche volkeren worden de moderne Mari, Erzja- en Moksja-Mordwienen, en de uitgestorven Merja, Moeroma en Mesjtsjera gerekend. Soms worden ze met de Permische volkeren tot een Fins-Permische groep gerekend.
De huidige Wolgaïsche volkeren leven in de stroomgebieden van de Soera en Moksja, en in kleinere aantallen in het gebied tussen de Wolga en Belaja. 
Traditioneel werden het Mari en Mordwiens (Erzja en Moksja) beschouwd als een Wolgaïsche groep binnen de Fins-Permische tak van de Oeraalse taalfamilie gehouden. Dit wordt tegenwoordig echter betwist, en sommigen zien het slechts als een geografische, niet-fylogenetische groep.